# Liste der Nummer-eins-Hits in Norwegen (2003)
Diese Liste enthält alle Nummer-eins-Hits in Norwegen im Jahr 2003. Es gab in diesem Jahr 15 Nummer-eins-Singles und 20 Nummer-eins-Alben.
| Singles | Alben |
| --- | --- |
| - Las Ketchup – The Ketchup Song (Aserejé) - 14 Wochen (40/2002 – 1/2003) - Eminem – Lose Yourself - 4 Wochen (2/2003 – 5/2003) - Big Brovaz – Nu Flow - 5 Wochen (6/2003 – 10/2003) - Maria Arredondo feat. Christian Ingebrigtsen – In Love with an Angel - 2 Wochen (11/2003 – 12/2003) - Anne Lingan – Kicking You Out - 5 Wochen (13/2003 – 17/2003) - Gareth Gates – Anyone of Us (Stupid Mistake) - 1 Woche (18/2003) - Dina – Bli hos meg - 3 Wochen (19/2003 – 21/2003) - Christian Ingebrigtsen – Things Are Gonna Change - 2 Wochen (22/2003 – 23/2003) - Kurt Nilsen – She’s So High - 8 Wochen (24/2003 – 31/2003) - Gaute – Chasing Rainbows - 1 Woche (32/2003) - David – Wild at Heart - 5 Wochen (33/2003 – 37/2003, insgesamt 7 Wochen) - Lene Marlin – You Weren’t There - 2 Wochen (38/2003 – 39/2003) - David – Wild at Heart - 1 Woche (40/2003, insgesamt 7 Wochen) - Black Eyed Peas – Where Is the Love? - 1 Woche (41/2003, insgesamt 4 Wochen) - David – Wild At Heart - 1 Woche (42/2003, insgesamt 7 Wochen) - Black Eyed Peas – Where Is the Love? - 1 Woche (43/2003, insgesamt 4 Wochen) - Dido – White Flag - 1 Woche (44/2003) - Black Eyed Peas – Where Is the Love? - 2 Wochen (45/2003 – 46/2003, insgesamt 4 Wochen) - OutKast – Hey Ya! - 8 Wochen (47/2003 – 1/2004) | - Robbie Williams – Escapology - 6 Wochen (1/2003 – 6/2003, insgesamt 7 Wochen; → 2002) - Kaizers Orchestra – Evig pint - 3 Wochen (7/2003 – 9/2003) - Bertine Zetlitz – Sweet Injections - 4 Wochen (10/2003 – 13/2003) - Linkin Park – Meteora - 4 Wochen (14/2003 – 17/2003) - Madonna – American Life - 1 Woche (18/2003) - Turbonegro – Scandinavian Leather - 2 Wochen (19/2003 – 20/2003) - Idol – ’03 - 3 Wochen (21/2003 – 23/2003) - Metallica – St. Anger - 4 Wochen (24/2003 – 27/2003) - Beyoncé – Dangerously in Love - 1 Woche (28/2003) - Saybia – The Second You Sleep - 1 Woche (29/2003, insgesamt 5 Wochen) - Postgirobygget – Best av alt - 1 Woche (30/2003) - Lisa Nilsson – Samlade sånger 1992–2003 - 1 Woche (31/2003) - Saybia – The Second You Sleep - 4 Wochen (32/2003 – 35/2003, insgesamt 5 Wochen) - BigBang – Radio Radio TV Sleep - 2 Wochen (36/2003 – 37/2003) - Kurt Nilsen – I - 2 Wochen (38/2003 – 39/2003) - Lene Marlin – Another Day - 1 Woche (40/2003) - David – Wild at Heart - 1 Woche (41/2003) - Robbie Williams – Live Summer 2003 - 1 Woche (42/2003) - Silje Nergaard – Nightwatch - 2 Wochen (43/2003 – 44/2003) - R.E.M. – In Time – The Best of R.E.M. 1988–2003 - 2 Wochen (45/2003 – 46/2003, insgesamt 10 Wochen) - Morten Abel – Being Everything, Knowing Nothing - 1 Woche (47/2003) - R.E.M. – In Time – The Best of R.E.M. 1988–2003 - 8 Wochen (48/2003 – 2/2004, insgesamt 10 Wochen) |
| | |

Siehe auch: Nummer-eins-Hits 2003 in  Australien, Belgien, Dänemark, Deutschland, Finnland, Frankreich, Griechenland, Irland, Italien, Japan, Kanada, Mexiko, Neuseeland, den Niederlanden, Österreich, Polen, Portugal, Rumänien, Schweden, der Schweiz, Singapur, Spanien, Ungarn, den Vereinigten Staaten und im Vereinigten Königreich.